# عيون من دماء (فلم)
عيون من دماء هو فيلم وثائقي يمني فاز بجائزة الشهيد الجابر في الدوحة في مارس 2014 

## قصة الفيلم
تتحدث قصة الفيلم عن الطفل سليم الحرازي الذي فقد بصرة عندما اصابته رصاصة من قبل المسلحين الذين اعتدوا على الثوار في ساحة التغيير في العاصمة صنعاء اثناء مشاركتهم في جمعة الكرامة.

## فريق عمل الفيلم
الفيلم من إنتاج منظمة صحفيات بلا قيود، وإعداد وإخراج حفصة عوبل ومونتاج وجرافيكس صالح القدمي. وتصوير محمد المريسي.